# 郑绅 (北宋)
郑绅（11世纪—1127年），开封府（今河南省开封市）人，北宋政治人物。

## 生平
开始为直省官，政和元年（1111年）二月，宋徽宗册封郑氏为皇后。郑绅因皇后而贵，宋徽宗以太子少师郑绅为开府仪同三司。宣和五年（1123年）十一月，宋徽宗以郑绅为太师。为镇南军节度使。靖康元年（1126年）四月，宋钦宗封太师、沂国公郑绅为乐平郡王。
北宋灭亡时，郑皇后被金军劫持随皇室北上，她向完颜宗翰求情，说自己的家属没有参与朝政，请求让他们不同行。郑绅因而获准留在江南。
建炎元年（1127年）五月，太师、镇南军节度使、中太一宫使乐平郡王郑绅，谒告往江浙改葬。未几而亡，谥僖靖，追封南阳郡王。

## 家族

### 子女
- 郑翼之，陆海军节度使
- 宋徽宗显肃皇后。